# Trần Cương
Trần Cương (tiếng Trung giản thể: 陈刚, bính âm Hán ngữ: Chén Gāng, sinh tháng 4 năm 1965, người Hán) là chuyên gia hóa học, chính trị gia nước Cộng hòa Nhân dân Trung Hoa. Ông là Ủy viên Ủy ban Trung ương Đảng Cộng sản Trung Quốc khóa XX, Ủy viên dự khuyết khóa XIX, hiện là Bí thư Đảng tổ, Phó Chủ tịch, Bí thư thứ nhất Ban Bí thư Tổng Công hội Toàn quốc Trung Quốc. Ông nguyên là Phó Bí thư chuyên chức, Phó Tỉnh trưởng Hà Bắc, Bí thư Đảng ủy, Chủ nhiệm Ủy ban Quản lý Tân khu Hùng An; Thường vụ Tỉnh ủy Quý Châu, Bí thư Thành ủy Quý Dương; Thường vụ Thành ủy Bắc Kinh.
Trần Cương là đảng viên Đảng Cộng sản Trung Quốc, học vị Cử nhân Hóa học, Thạc sĩ Vật liệu cao phân tử, Tiến sĩ Hóa học vô cơ, chức danh Cao cấp công trình sư cấp Giáo sư ngành Hóa học. Ông có sự nghiệp từng công tác ở các khối cơ quan nhà nước, đoàn thể nhân dân cho đến doanh nghiệp nhà nước.

## Xuất thân và giáo dục
Trần Cương sinh tháng 4 năm 1965 tại huyện Cao Bưu, nay là thành phố cấp huyện Cao Bưu, thuộc địa cấp thị Dương Châu, tỉnh Giang Tô, Cộng hòa Nhân dân Trung Hoa. Ông lớn lên và tốt nghiệp phổ thông ở Cao Bưu, thi đỗ Học viện Sư phạm Dương Châu (扬州师范学院, nay là Đại học Dương Châu), nhập học Khoa Hóa học từ tháng 9 năm 1980, khi 15 tuổi, tốt nghiệp Cử nhân Hóa học vào tháng 9 năm 1984. Ngay sau đó, ông thi đỗ cao học và tới thủ phủ Cáp Nhĩ Tân của Hắc Long Giang ở Đông Bắc Trung Quốc để theo học Khoa Ứng dụng hóa học của Đại học Công nghiệp Cáp Nhĩ Tân, nhận bằng Thạc sĩ Vật liệu cao phân tử (polymer) vào tháng 9 năm 1987. Sau Cáp Nhĩ Tân, Trần Cương tới thủ đô Bắc Kinh, là nghiên cứu sinh tại Đại học Bắc Kinh, bảo vệ thành công luận án tiến sĩ và trở thành Tiến sĩ Hóa học vô cơ vào tháng 8 năm 1990, khi 25 tuổi, rồi được phong chức danh Cao cấp công trình sư cấp Giáo sư ngành Hóa học trong những năm nghiên cứu khoa học tiếp theo. Trần Cương được kết nạp Đảng Cộng sản Trung Quốc vào tháng 12 năm 1986 tại Đại học Công nghiệp Cáp Nhĩ Tân, từng tham gia khóa thứ nhất bồi dưỡng cán bộ trung, thanh niên giai đoạn tháng 3–7 năm 2009 tại Trường Đảng Trung ương Đảng Cộng sản Trung Quốc.

## Sự nghiệp

### Các giai đoạn
Tháng 8 năm 1990, sau khi trở thành Tiến sĩ Hóa học, Trần Cương bắt đầu sự nghiệp của mình khi được tuyển dụng vào làm việc ở Sở nghiên cứu Pha lê (thủy tinh) Bắc Kinh (北京玻璃研究所), một trung tâm nghiên cứu thuộc doanh nghiệp nhà nước là Công ty trách nhiệm hữu hạn Tập đoàn Nhất Khinh Bắc Kinh (Beijing Yiqing Holding Co., Ltd.), với vị trí công trình sư của Phòng Tinh thể, rồi Phó Chủ nhiệm của phòng này sau đó. Tháng 5 năm 1994, ông được thăng chức làm Phó Sở trưởng, chuyển chức làm Phó Viện trưởng khi sở được cải tổ lại thành Viện nghiên cứu Pha lê, đồng thời nhậm chức Phó Tổng giám đốc Nhất Khinh Bắc Kinh từ tháng 7 cùng năm.
Tháng 7 năm 2000, sau gần 10 năm công tác nghiên cứu ở khối doanh nghiệp nhà nước, Trần Cương được điều chuyển sang khối cơ quan nhà nước, điều chuyển tới Chính phủ Nhân dân thành phố Bắc Kinh, nhậm chức Phó Chủ nhiệm Ủy ban Kinh tế và Thương mại đối ngoại của Bắc Kinh. Đến tháng 3 năm 2002, ông được chuyển sang khối đoàn thể nhân dân, nhậm chức Bí thư Đảng tổ, Chủ nhiệm chi nhánh Bắc Kinh của Ủy ban Xúc tiến thương mại quốc tế Trung Quốc. Một thời gian ngắn sau, tháng 1 năm 2003, Trần Cương tiếp tục được điều trở về khối nhà nước, tới quận nội thành Triều Dương, vào Ban Thường vụ Quận ủy nhậm chức Phó Bí thư Quận ủy, Quyền Quận trưởng Triều Dương, và quận trưởng chính thức từ tháng 1 năm 2004. Ông nhậm chức Bí thư Quận ủy Triều Dương từ tháng 10 năm 2006, có gần 10 năm lãnh đạo quận này tính đến 2012.

### Cấp phó tỉnh
Tháng 7 năm 2012, Trần Cương được bầu vào Ban Thường vụ Thành ủy Bắc Kinh, miễn nhiệm chức vụ ở Triều Dương, bắt đầu vị trí mới cấp phó tỉnh, bộ. Tháng 6 năm 2013, ông được điều chuyển tới tỉnh Quý Châu, vào Ban Thường vụ Tỉnh ủy Quý Châu, phân tới thủ phủ Quý Dương nhậm chức Bí thư Thành ủy Quý Dương, giữ chức này cho đến giữa năm 2017, tròn một nhiệm kỳ. Tháng 5 năm 2017, Trần Cương được điều chuyển tới tỉnh Hà Bắc, vào Ban Thường vụ Tỉnh ủy, nhậm chức Bí thư Đảng ủy Tân khu Hùng An, Phó Bí thư Đảng tổ Chính phủ Nhân dân tỉnh Hà Bắc; rồi Bí thư Đảng Công ủy, Chủ nhiệm Ủy ban Quản lý Tân khu Hùng An, được giới thiệu và được bầu làm Phó Tỉnh trưởng Hà Bắc từ tháng 8 năm 2017. Ông cũng kiêm nhiệm thêm vị trí Chủ nhiệm Văn phòng công tác Tân khu Hùng An của Tỉnh ủy Hà Bắc, Chủ nhiệm Văn phòng Tiểu tổ lãnh đạo công tác xây dựng quy hoạch Tân khu Hùng An Hà Bắc, lãnh đạo toàn diện tân khu mới được thành lập năm 2017 này của Trung Quốc. Tháng 10 năm 2017, ông tham gia đại hội đại biểu toàn quốc, được bầu làm Ủy viên dự khuyết Ủy ban Trung ương Đảng Cộng sản Trung Quốc khóa XIX tại Đại hội Đảng Cộng sản Trung Quốc lần thứ 19. Ông được chuyển chức sang làm Phó Bí thư chuyên chức Tỉnh ủy Hà Bắc từ ngày 15 tháng 10 năm 2020, rồi được miễn nhiệm các vị trí ở Hà Bắc vào cuối năm, bắt đầu giai đoạn mới của sự nghiệp.

### Tổng Công hội
Ngày 27 tháng 12 năm 2020, Trần Cương được điều chuyển tới khối đoàn thể nhân dân, nhậm chức Bí thư Đảng tổ Tổng Công hội Toàn quốc Trung Hoa, được bầu làm Phó Chủ tịch, Bí thư thứ nhất Ban Bí thư của Tổng Công hội Trung Quốc khóa XVII, cấp bộ trưởng, phối hợp lãnh đạo cơ quan này với Chủ tịch Vương Đông Minh. Bên cạnh đó, ông giữ các chức danh khác là Ủy viên Ủy ban Chỉ đạo xây dựng văn minh tinh thần Trung ương, Ủy viên Ủy ban Công tác biểu dương vinh dự và công trạng Đảng và Nhà nước Trung Quốc. Cuối năm 2022, ông tham gia Đại hội Đảng Cộng sản Trung Quốc lần thứ XX từ đoàn đại biểu khối cơ quan trung ương Đảng và Nhà nước. Trong quá trình bầu cử tại đại hội, ông được bầu là Ủy viên Ủy ban Trung ương Đảng Cộng sản Trung Quốc khóa XX.

### Thanh Hải
Ngày 3 tháng 1 năm 2023, Trần Cương được điều về tỉnh Thanh Hải, được Trung ương Đảng quyết định bổ nhiệm làm Bí thư Tỉnh ủy, lãnh đạo toàn diện tỉnh, kế nhiệm Tín Trường Tinh được điều tới Giang Tô. Ông là Bí thư Tỉnh ủy trẻ nhất khi được bổ nhiệm, cùng với Bí thư Tỉnh ủy Thiểm Tây Triệu Nhất Đức và Bí thư Tỉnh ủy Phúc Kiến Chu Tổ Dực đều sinh năm 1965.